# Сто тисяч мучеників Тбілісі
Сто тисяч мучеників (груз. ასი ათასი მოწამე) — святі Грузинської православної церкви, які були страчені за те, що не зреклися християнства після захоплення Тбілісі хорезмійським султаном Джелал ад-Діном 1226 року. Сучасних свідчень з оцінкою кількості загиблих не збереглося. Першу оцінку дала анонімна грузинська «Хроніка століття», написана через сто років після подій, у XIV столітті. Автор хроніки писав про приблизно 100 тисяч осіб загиблих. Грузинська церква поминає їх 13 листопада (31 жовтня за старим стилем).
Перше зіткнення Джелал ад-Діна з Грузинським царством відбулося у 1225 році, коли його армія розгромила грузинів при Гарні, поклавши край середньовічному розквіту Грузії. Наступного року султан взяв Тбілісі, змусивши царицю Русудан втекти. 9 березня 1226 року його війська увірвалися в місто за підтримки місцевих мусульман.
За грузинськими джерелами, Джалал ад-Дін зніс купол собору Сіоні й замінив його троном. Хроніки також згадують примус християн топтати святі ікони, а тих, хто відмовлявся, страчували. За свідченнями середньовічних хроністів, християнське населення зазнало масової різанини, а тих, хто залишився, примушували до відречення від віри. Деякі грузини обрали мученицьку смерть. Літописи описують жорстокість завойовників.
Щодо кількості загиблих, різні джерела наводять різні дані. М. Сабінін згадує про 10 тисяч убитих, зокрема воїнів цитаделі, що здалися. Грузинські джерела використовують вираз ათნი ბევრნი (ат’ні беврні), де перша частина означає «десять», а друга може мати значення «багато» або «десять тисяч», що дає можливе число у 10 тисяч жертв. Окремі джерела припускають, що загальна кількість загиблих могла сягати 100 тисяч осіб.